# Ch-38

Schema van de Ch-38

De Ch-38 (Cyrillisch schrift: Х-38, Engelse transliteratie: Kh-38) is een familie van Russische lucht-grondraketten voor de gevechtsvliegtuigen Soechoj Soe-34 en Soechoj Soe-57 en de Kamov Ka-52K-helikopter.

## Ontwikkeling
De Ch-38 volgt de Ch-25 en Ch-29 op en vormt de basis voor de Ch-36.
In 2007 was de Ch-38M te zien op de Moscow Air Show MAKS. De eerste prototypes hadden opvouwbare vleugels en vinnen om in het inwendig wapenruim van stealthvliegtuigen als de Soechoj Soe-57 te passen.
De eerste lancering gebeurde in 2010 vanaf een Soechoj Soe-34. Productie startte in 2015.
In 2017 was op de MAKS een versie te zien met langere, smallere en vaste vleugels en vinnen zoals de Aspide van Alenia Aeronautica maar nog altijd passend in het inwendige wapenruim van de Soechoj Soe-57.
De Ch-38M werd ingezet in de Syrische Burgeroorlog en in de Russisch-Oekraïense Oorlog.

## Varianten
Er zijn verschillende springkoppen: fragmentatie, clustermunitie of armour piercing-granaat.
Er zijn ook verschillende vormen van geleiding:

### Ch-38
- Ch-38MA: traagheidsnavigatie en actieve radargeleiding ARGS-38
- Ch-38MK: traagheidsnavigatie en satellietnavigatie “Kometa” tegen tanks
- Ch-38ML: traagheidsnavigatie en semi-actieve lasergeleiding
- Ch-38MT: traagheidsnavigatie en thermische infraroodcamera “Tertsija”

### Ch-36
Te zien op de MAKS 2015 en geschikt voor de Mikojan-Goerevitsj MiG-35 en de Soechoj Soe-57:
- Ch-36 Grom-E1 600 kg met vastebrandstofhulpraket.[7]
- Ch-36 Grom-E2 600 kg geleide zweefbom met 50 km bereik